# باريس تورز 1929
باريس تورز 1929 هو سباق دراجات هوائية، وهو الموسم رقم 24 من باريس تورز، وأقيم في 1929.
فاز بالمركز الأول نيكولا فرانتز، وبالمركز الثاني Aimé Deolet ‏، وبالمركز الثالث Georges Ronsse ‏.

## الفائزون
| الترتيب | الفائز          |
| ------- | --------------- |
| الفائز  | نيكولا فرانتز   |
| الثاني  | Aimé Deolet ‏    |
| الثالث  | Georges Ronsse ‏ |